# Liu Xiaobo
Liu Xiaobo (født 28. december 1955, død 13. juli 2017) var en kinesisk forfatter, systemkritiker og menneskerettighedsaktivist, der i 2010, under sit fjerde fængelsesophold, blev tildelt Nobels fredspris. Liu har siden 2003 været formand for den kinesiske afdeling af PEN, og han var med til at formulere Charter 08. Det sidste medførte, at han blev tilbageholdt af de kinesiske myndigheder, og i 2009 blev han idømt elleve års fængsel for systemkritiske aktiviteter.
Kort før sin død blev Liu prøveløsladt fra fængslet, for at modtage medicinsk behandling for kræft,, som han døde af på et hospital i det nordlige-østlige Kina.
Nobels fredspris fik han for sin langvarige, ikke-voldelige kamp for menneskerettighederne i Kina. Tildelingen af prisen blev modtaget med skarpe negative reaktioner fra den kinesiske regering.
Liu var den første kineser der blev tildelt en Nobelpris på et tidspunkt, hvor vedkommende var bosat i Kina., og han var den tredje person, efter tyske Carl von Ossietzky (1935) og burmesiske Aung San Suu Kyi (1991), der fik Nobels fredspris under fængsling eller arrest.
I et åbent brev til Den Nationale Folkekongres støttede 23 tidligere topembedsmænd fra det kommunistiske parti kravet om ytringsfrihed. Iagttagere anså dette initiativ for mere destabiliserende for de kinesiske regime end Xiaobos initiativer. Brevet blev fjernet fra internettet den 8. oktober 2010, kort efter dets offentliggørelse.